# ZombiU
ZombiU ist ein Survival-Horror-Videospiel von Ubisoft Montpellier, welches am 18. November 2012 exklusiv für Nintendos damalige aktuelle Spielkonsole Wii U veröffentlicht wurde. Es war ein Starttitel für die Konsole und wurde in speziellen Bundles von Konsole und Spiel angeboten. Im Spiel kann der Spieler die Rollen verschiedener Überlebender einer Zombie-Apokalypse übernehmen. Es ist eine Neuauflage von Ubisofts erstem kommerziellen Titel Zombi aus dem Jahr 1986. Am 18. August 2015 erschien das Spiel unter dem Titel Zombi auch für die PlayStation 4, die Xbox One und Windows.
Obwohl das Spiel von der Fachpresse positiv aufgenommen wurde, war es für Ubisoft ein finanzieller Misserfolg, weshalb eine geplante Fortsetzung nicht realisiert wurde.

## Spielprinzip

### Steuerung
Das Spiel wird größtenteils mit dem für die Wii U neu entwickelten GamePad bedient, dessen Touch-Bildschirm von den Spielentwicklern als tragendes Spielelement in das Spiel einbezogen wird. Während der eigentliche Spielablauf und die Kampfhandlungen auf dem Fernsehgerät wiedergegeben werden, stellt das Touch-Display auf dem GamePad-Controller zusätzliche Informationen bereit. Dazu zählen die aktuelle Umgebungskarte mit dem eigenen Standort und dem Ziel der nächsten Mission. Ebenso nutzt man das GamePad zum Scannen der Umgebung sowie zum Entriegeln von Türen und Schlössern und auch zum Durchstöbern und Verwalten des Inventars im Rucksack oder zum Auswählen der aktuellen Waffe. Da das Spiel währenddessen in Echtzeit weiterläuft, ist entsprechend taktisches Vorgehen vonnöten, um dabei nicht getötet zu werden.

### Einzelspielermodus
Der Spieler steuert einen zufälligen Charakter, der im Spiel als Überlebender bezeichnet wird. Aufgabe des Spielers ist es, während einer Zombie-Apokalypse in London so lange wie möglich zu überleben.
Es stehen beim Kampf gegen die Zombies verschiedene Waffen zur Verfügung, so beispielsweise ein Schläger, verschiedene Pistolen und Gewehre, eine Armbrust oder Minen und Molotowcocktails. Diese müssen, genau wie die dazugehörige Munition, im Spiel an unterschiedlichen Schauplätzen gefunden und eingesammelt werden. Als letztes Mittel bei direktem Kontakt mit einem Zombie hilft eine Spritze, die unmittelbar tödlich auf den Zombie wirkt. Diese ist allerdings nur begrenzt vorhanden und es kann nur eine getragen werden.
Jeder Charakter besitzt nur ein Leben und kann bereits mit einem Biss getötet werden. Im normalen Modus verliert der Spieler dabei seinen Rucksack mit allem Inventar Er kann diesen jedoch wieder zurückerlangen, indem er mit dem nächsten Überlebenden seinen alten, zum Zombie mutierten Charakter, wiederfindet und tötet. Anderenfalls muss die Ausrüstung neu gesammelt werden. Im Überlebensmodus hingegen endet das Spiel, nachdem der Spieler einmal gestorben ist.
Während der Storyline wird der Spieler durch unterschiedliche Schauplätze Londons geführt. Als Heimatort ist das Safehouse in einer U-Bahn-Station stets der Startpunkt jedes neuen Überlebenden. Von dort kann der Spieler Monitore der anderen Schauplätze einsehen, sofern er während des Spiels die CCTV-Verteiler der Kameras an den entsprechenden Orten aktiviert hat. Ebenso befindet sich im Safehaus eine Truhe, in der man Ausrüstungsgegenstände zwischenlagern kann. Vom Safehaus aus wird man zu verschiedenen Missionen entsandt. So spielen Teile der Story im Londoner Untergrund, im Buckingham Palace oder im Tower of London. Als Schnellreisesystem steht die Kanalisation zur Verfügung. So können Kanaldeckel an verschiedenen Lokationen geöffnet werden um von dort aus sofort einen anderen Standort zu bereisen.

### Onlinemodus
Für ZombiU existiert ein Onlinemodus, der allerdings nur begrenzte Möglichkeiten ausweist. Einzelspieler können Nachrichten für andere Spieler an den Wänden hinterlassen. Diese Nachrichten werden den anderen Einzelspielern im Onlinemodus an gleicher Stelle angezeigt. Zudem sind die gestorbenen und zum Zombie mutierten Charaktere anderer Spieler sichtbar und – bis auf Waffen – können ihre mitgeführten Gegenstände erbeutet werden.

### Mehrspielermodus
Im Mehrspielermodus treten zwei Spieler im Kampf Mensch gegen Zombie gegeneinander an. Ein Spieler steuert dabei mit einem klassischen Wii- oder dem Wii-U-Pro-Controller den Überlebenden, der andere Spieler steuert den König der Zombies mit Hilfe des Wii-U-GamePads.

## Entwicklung
Anfang 2010 startete das Projekt bei Ubisoft Montpellier und war für die PlayStation 3 und Xbox 360 angedacht. Während der Electronic Entertainment Expo (E3) 2011 in Los Angeles wurde ZombiU unter dem Titel Killer Freaks from Outer Space angekündigt und basierte damals noch auf Ubisofts Rabbids-Franchise. Ursprünglich war es als Technik-Demo für die Wii U intendiert. In der nächsten Zeit entwickelten sich die Gegner von Außerirdischen zu Zombies und die Spielatmosphäre wurde ernster und gruseliger. Auf der E3 2012 wurde schließlich die Änderung zu ZombiU bekanntgegeben. Als Komponist für den Soundtrack wurde der bereits durch Spiele wie God of War sowie Mass Effect bekannte Cris Velasco engagiert. Mitte 2015 gab Ubisoft offiziell auch eine Portierung für den PC, die PS4 und Xbox One unter dem Namen Zombi bekannt. Diese ist seit dem 18. August 2015 erhältlich. In einem Grafikvergleichsvideo kann man sich die Änderungen zur Wii-U-Version näher ansehen.

## Rezeption
„Endlich ein Zombie-Game fernab von Splatter und Blutrausch. ZombiU ist ein innovativer Launch-Titel für die Wii U. Der Survivaltrip durch London ist atmosphärisch dicht und spielerisch fordernd; die Shooter-Mechanik funktioniert ordentlich. Gerade die Nahkämpfe haben es in sich und so verwandelt sich jedes Scharmützel in eine Schlacht ums Überleben.“

ZombiU hat sich bis zum 4. Juli 2015 etwa 870.000 Mal verkauft.
In einem Interview für das Onlinemagazin Gamesindustry.biz im Juli 2013 beschrieb Ubisoft-Firmenchef Yves Guillemot den Titel als „nicht annähernd profitabel“, obwohl es sich um einen der beliebtesten Launchtitel der Wii U gehandelt habe. Hauptsächlich machte er die schwachen Absatzzahlen der Konsole dafür verantwortlich. Ubisoft habe daher „weder Pläne, noch Interesse“ an einer Fortführung. Der Misserfolg von ZombiU habe den Konzern letztlich auch dazu bewogen, das ursprünglich ebenfalls als Exklusivtitel für Wii U geplante Spiel Rayman Legends auch für andere Plattformen zu veröffentlichen.

## Fortsetzung
Ende März 2015 wurde bekannt, dass ein zweiter Teil in Entwicklung war, aber nicht fertiggestellt wurde. Als eine der Neuerungen war ein Koop-Modus geplant.